# Sabatina Familiar de Amigos do Bem Comum
A Sabatina Familiar de Amigos do Bem Comum foi um periódico publicado no Rio de Janeiro, então capital do Brasil, às vésperas da Independência.
Circulou de 8 de Dezembro de 1821 a 5 de Janeiro de 1822. Foi seu editor José da Silva Lisboa.